# John A. Powell
John A. Powell lidera o Instituto Haas por uma Sociedade Justa e Inclusiva da UC Berkeley e é Professor de Direito e Professor de Estudos Afro-Americanos e Estudos Étnicos na Faculdade de Direito da Universidade da Califórnia em Berkeley. powell escreve seu nome com letras minúsculas baseado na ideia de que devemos "ser parte do universo, não maiores do que ele, como as letras maiúsculas inferem."

## Vida
powell nasceu em 27 de maio de 1947 em Detroit, Michigan. Ele foi criado por seus pais, ambos sharecroppers do Sul. Seu pai era um ministro cristão.
Anteriormente, powell foi Diretor Executivo do Instituto Kirwan para o Estudo de Raça e Etnia na Universidade Estadual de Ohio. Ele também deu aulas sobre lei de direitos civis, lei de propriedade e jurisprudência e presidiu a Cadeira Earl R. Larson de Direitos Civis e Liberdades Civis da Faculdade de Direito da Universidade de Minnesota.
Ele é fundador e ex-Diretor Executivo do Instituto de Pesquisa Sobre Raça e Pobreza localizado na Faculdade de Direito da Universidade de Minnesota. Já lecionou nas faculdades de direito da Universidade Columbia, Universidade Harvard, Universidade de Miami, American University e Universidade de São Francisco.

## Educação
powell recebeu seu J.D. da Faculdade de Direito da Universidade da Califórnia em Berkeley e o B.A. da Universidade Stanford. Depois se tornou advogado no Escritório de Defensoria Pública de Seattle. Em 1977, powell recebeu uma Bolsa de Direitos Humanos Internacional da Universidade de Minnesota para trabalhar na África, onde foi consultor do governo de Moçambique. Entre 1987 e 1993 trabalhou como diretor legal nacional da União Americana pelas Liberdades Civis.

## Publicações
- Racing to Justice: Transforming Our Conceptions of Self and Other to Build an Inclusive Society. [S.l.]: Indiana University Press. 2012. ISBN 0-253-00629-5
- In Pursuit of a Dream Deferred: Linking Housing and Education Policies (with Gavin Kearney and Vina Kay). New York: Peter Lang Publishing, 2001. ISBN 9780820439433
- The Rights of Racial Minorities: The Basic ACLU Guide to Racial Minority Rights-Young People’s Version (With L.McDonald). American Civil Liberties Union, 1998. ISBN 9780606137416
- The Rights of Racial Minorities: The Basic ACLU Guide to Racial Minority Rights, 2nded. (with L. McDonald). The American Civil Liberties Union, 1993.